# Cromodinàmica quàntica
La cromodinàmica quàntica (CDQ o QCD, de l'anglès quantum chromodynamics) és una teoria quàntica de camps basada en el grup de gauge SU(3) que descriu la força nuclear forta o interacció forta entre quarks i gluons (conjuntament anomenats partons) que formen els protons, neutrons i altres partícules similars (els hadrons). La QCD és una de les quatre forces fonamentals de la natura, i un dels ingredients claus del model estàndard de la física de partícules. El nom «cromodinàmica» prové de la paraula grega chromós ('color') perquè la càrrega dels quarks es coneix com a «color» (encara que no té cap relació amb la percepció visual del color).
La teoria va ser proposada al començament dels anys 1970 per David Politzer i per Frank Wilczek i David Gross com a teoria quàntica de camps del tipus anomenat «teoria gauge no abeliana», per a descriure la interacció de quarks i gluons. Gross, Wilczek i Politzer van rebre el Premi Nobel de Física l'any 2004 pels seus treballs en cromodinàmica quàntica.
La cromodinàmica quàntica presenta dues característiques principals:
- Llibertat asimptòtica, indicant el fet que en reaccions a molt alta energia els quarks i els gluons interaccionen molt feblement.
- Confinament de color, indicant que la força entre quarks no disminueix a mesura que augmenta la distància entre ells. Per això, caldria una energia infinita per a separar dos quarks i estan sempre units formant hadrons, com el protó o el neutró. Tot i que no s'ha demostrat analíticament, es creu que el confinament és una propietat certa de la QCD, ja que explica la impossibilitat d'observar quarks lliures.

Més tècnicament, el caràcter de la interacció forta està determinat per una simetria especial entre les càrregues de color dels quarks. Aquesta simetria és el grup de gauge basat en el grup unitari especial SU(3) i els quarks es transformen sota aquest grup com a triplets SU(3) de camps fermiònics de Dirac. Encara que les expansions pertorbatives són importants per al desenvolupament de la QCD, aquesta també prediu molts efectes no pertorbatius, com el confinament, els condensats fermiònics i els instantons.

## Descripció
La cromodinàmica quàntica és una teoria de gauge que descriu la interacció entre quarks i gluons. Els quarks són els fermions d'aquesta teoria i exerceixen un paper anàleg als electrons i neutrins del model electrofeble, els gluons són els bosons de gauge de la teoria, i exerceixen un paper anàleg als fotons en la QED. Els gluons són representables mitjançant un camp de Yang-Mills la simetria interna del qual és el grup SU(3).
Segons aquesta teoria, el caràcter de la interacció forta és determinat per una simetria especial entre les càrregues de color dels quarks. Es coneix a aquesta simetria com el grup de gauge SU(3) i els quarks es transformen sota aquest grup com triplets SU(3) de camps fermiònics de Dirac. Encara que les expansions perturbatives eren importants per al desenvolupament de la QCD, aquesta també prediu molts efectes no perturbatives com ara confinament, condensats fermiònics i instantons.
Un enfocament particular a la QCD, a saber el model de xarxa de QCD en el reticle, ha permès als investigadors obtenir alguns resultats i quantitats teòriques que eren prèviament incalculables.

## Història
Amb la invenció de la cambra de bombolles i la cambra d'espurnes en la dècada de 1950, la física de partícules experimental va descobrir un gran nombre cada vegada major de partícules anomenades hadrons. Semblava que una quantitat tan gran de partícules no podien ser totes fonamentals. Primer, les partícules van ser classificades per càrrega i isoespín per Eugene Wigner i Werner Heisenberg; després, en 1953-1956, segons l'estranyesa per Murray Gell-Mann i Kazuhiko Nishijima (vegeu fórmula de Gell-Mann-Nishijima). Per a obtenir una major comprensió, els hadrons es van classificar en grups que tenien propietats i masses similars utilitzant la via óctuple, inventada en 1961 per Gell-Mann. i Yuval Ne'eman. Gell-Mann i George Zweig, corregint un enfocament anterior de Shoichi Sakata, van proposar en 1963 que l'estructura dels grups podria explicar-se per l'existència de tres sabors de partícules més petites dins dels hadrons: els quark. Gell-Mann també va discutir breument un model de teoria de camps en el qual els quarks interactuen amb els gluons.
Potser la primera observació que els quarks haurien de posseir un número quàntic addicional es va fer com una breu nota al peu en la preimpressió de Boris Struminsky en relació amb el hiperó Ω− estant compost per tres quarks estranys amb espins paral·lels (aquesta situació era peculiar, perquè atès que els quarks són fermions, tal combinació està prohibida pel principi d'exclusió de Pauli):
| « | Tres quarks idèntics no poden formar un estat S antisimètric. Per a realitzar un estat S orbital antisimètric, és necessari que el quark tingui un número quàntic addicional. | » |
| — Magnetic moments of barions in the quark model de B. V. Struminsky; JINR-Preprint P-1939, Dubna, Submitted on January 7, 1965 | |   |

Boris Struminsky era un estudiant de doctorat de Nikolai Bogoliúbov. El problema considerat en aquesta preimpressió va ser suggerit per Nikolai Bogoliúbov, qui va assessorar a Boris Struminsky en aquesta recerca. A principis de 1965, Nikolai Bogoliúbov, Boris Struminsky i Albert Tavkhelidze van escriure una preimpressió amb una discussió més detallada del grau addicional de llibertat quàntica de quarks. Aquest treball també va ser presentat per Albert Tavkhelidze sense obtenir el consentiment dels seus col·laboradors per a fer-lo en una conferència internacional a Trieste (Itàlia), al maig de 1965.
Una situació misteriosa similar va ser amb el barió Δ++; en el model de quark, es compon de tres up quark amb espins paral·lels. En 1964–65, Greenberg i Han i Nambu van resoldre el problema de manera independent proposant que els quarks posseeixen un grau de llibertat addicional de calibre SU(3), més tard dit càrrega de color. Han i Nambu van notar que els quarks podrien interactuar a través d'un octet de vectors bosó de gauge: els gluons.
Atès que les cerques de quarks lliures van fallar consistentment a trobar proves de les noves partícules, i pel fet que una partícula elemental en aquest llavors es "va definir" com una partícula que podia separar-se i aïllar-se, Gell-Mann solia dir que els quarks eren simplement construccions matemàtiques convenients, no partícules reals. El significat d'aquesta declaració generalment era clar en el context: volia dir que els quarks estan confinats, però també estava insinuant que les interaccions fortes probablement no podrien descriure's completament mitjançant la teoria quàntica de camps.
Richard Feynman va argumentar que els experiments d'alta energia van mostrar que els quarks són partícules reals: els va anomenar "partons" (ja que eren parts d'hadrons). Per partícules, Feynman es referia a objectes que viatgen al llarg de camins, partícules elementals en una teoria de camps.
La diferència entre els enfocaments de Feynman i Gell-Mann va reflectir una profunda divisió en la comunitat de física teòrica. Feynman va pensar que els quarks tenen una distribució de posició o moment, com qualsevol altra partícula, i creia (correctament) que la difusió del moment parton explicava la dispersió difractiva. Encara que Gell-Mann creia que unes certes càrregues de quarks podien localitzar-se, estava obert a la possibilitat que els propis quarks no poguessin localitzar-se perquè l'espai i el temps es descomponien. Aquest va ser l'enfocament més radical de la teoria de la matriu S.
James Bjorken va proposar que els partones puntuals implicarien unes certes relacions en la dispersió inelàstica profunda d'electrons i protons, que es van verificar en experiments a l'SLAC el 1969. Això va portar als físics a abandonar l'enfocament de la matriu S per a les interaccions fortes.
En 1973, els físics Harald Fritzsch i Heinrich Leutwyler van desenvolupar el concepte de color com la font d'un "camp fort" en la teoria de QCD, juntament amb el físic Murray Gell-Mann. En particular, van emprar la teoria general del camp desenvolupada en 1954 per Chen Ning Yang i Robert Mills (vegeu Teoria de Yang-Mills), en la qual les partícules portadores d'una força poden irradiar més partícules portadores. (Això és diferent de QED, on els fotons que transporten la força electromagnètica no irradien més fotons).
El descobriment de la llibertat asimptòtica en les interaccions fortes per David Gross, David Politzer i Frank Wilczek va permetre als físics fer prediccions precises dels resultats de molts experiments d'alta energia utilitzant la tècnica de la teoria quàntica de camp de la teoria de la pertorbació. Es va descobrir proves de gluons en esdeveniments de tres dolls a PETRA el 1979. Aquests experiments es van tornar cada vegada més precisos, culminant en la verificació de QCD perturbatiu al nivell d'un petit percentatge al LEP, del CERN.
L'altre costat de la llibertat asimptòtica és el confinament. Atès que la força entre les càrregues de color no disminueix amb la distància, es creu que els quarks i els gluons mai poden alliberar-se dels hadrons. Aquest aspecte de la teoria es verifica dins de càlculs QCD de gelosia, però no es prova matemàticament. Un dels Problemes del Premi del Mil·lenni anunciat per l'Institut de Matemàtiques Clay requereix que un reclamant produeixi tal prova. Altres aspectes de la QCD no perturbativa són l'exploració de les fases de la matèria de quarks, inclòs el plasma de quarks-gluons.
La relació entre el límit de partícules de curta distància i el límit de llarga distància de confinament és un dels temes explorats recentment utilitzant la teoria de cordes, la forma moderna de la teoria de la matriu S.